# Monte Graciosa
Monte Graciosa és la tercera muntanya més alta de l'illa de Santiago a Cap Verd al nord de la part nord-est de Tarrafal. La seva elevació és de 645 m. Monte Graciosa és considerat com a àrea protegida des de 2003. La terra del parc inclou Ponta Preta.

## Topografia i geologia
Monte Graciosa és el tercer cim més important de l'illa després de Serra da Malagueta (1.064 m) i Pico da Antónia (1.394 m) al sud.
La muntanya és composta principalment de roques fonolítiques i cobertes amb roques i capes de basalt a l'achada (altiplà) i baixa a l'oceà. El líber conté roques d'andesita i nefelina amb textura fluida, formada per roques feldespàtiques incloent andesina i labradorita.

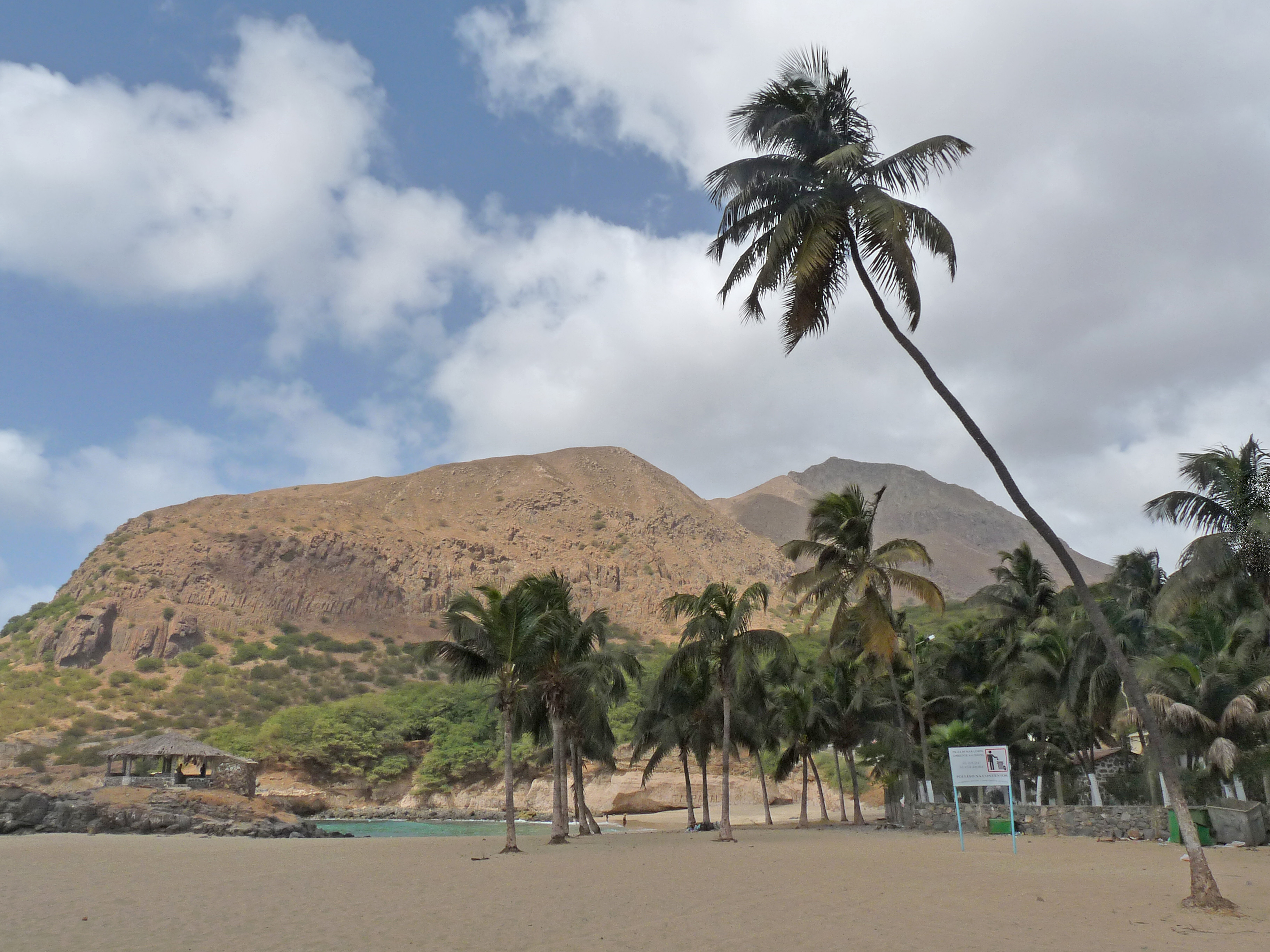
Roques basàltiques de Monte Graciosa a la platja de Tarrafal
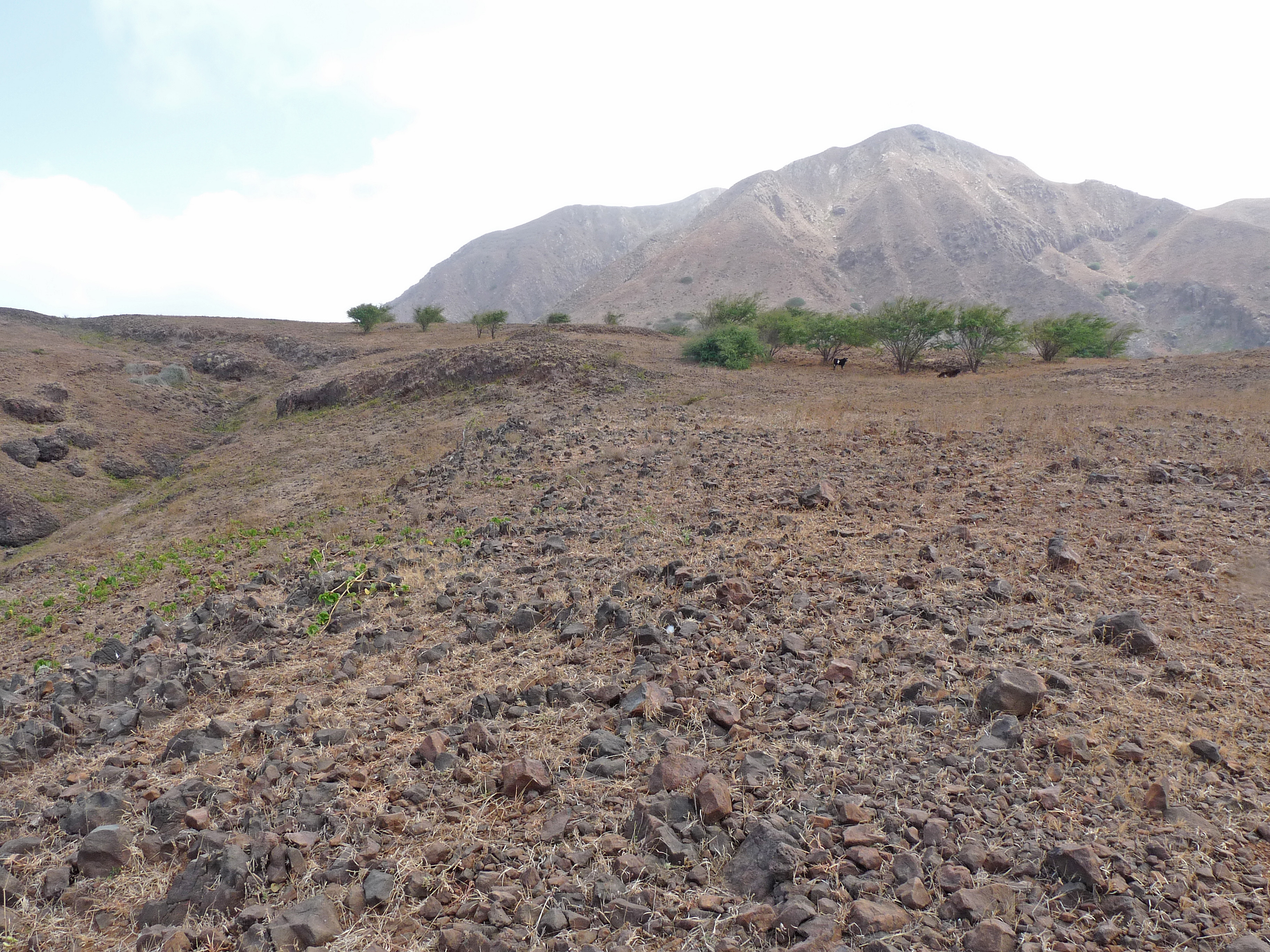
Achada vora l'oceà

## Àrea del parc

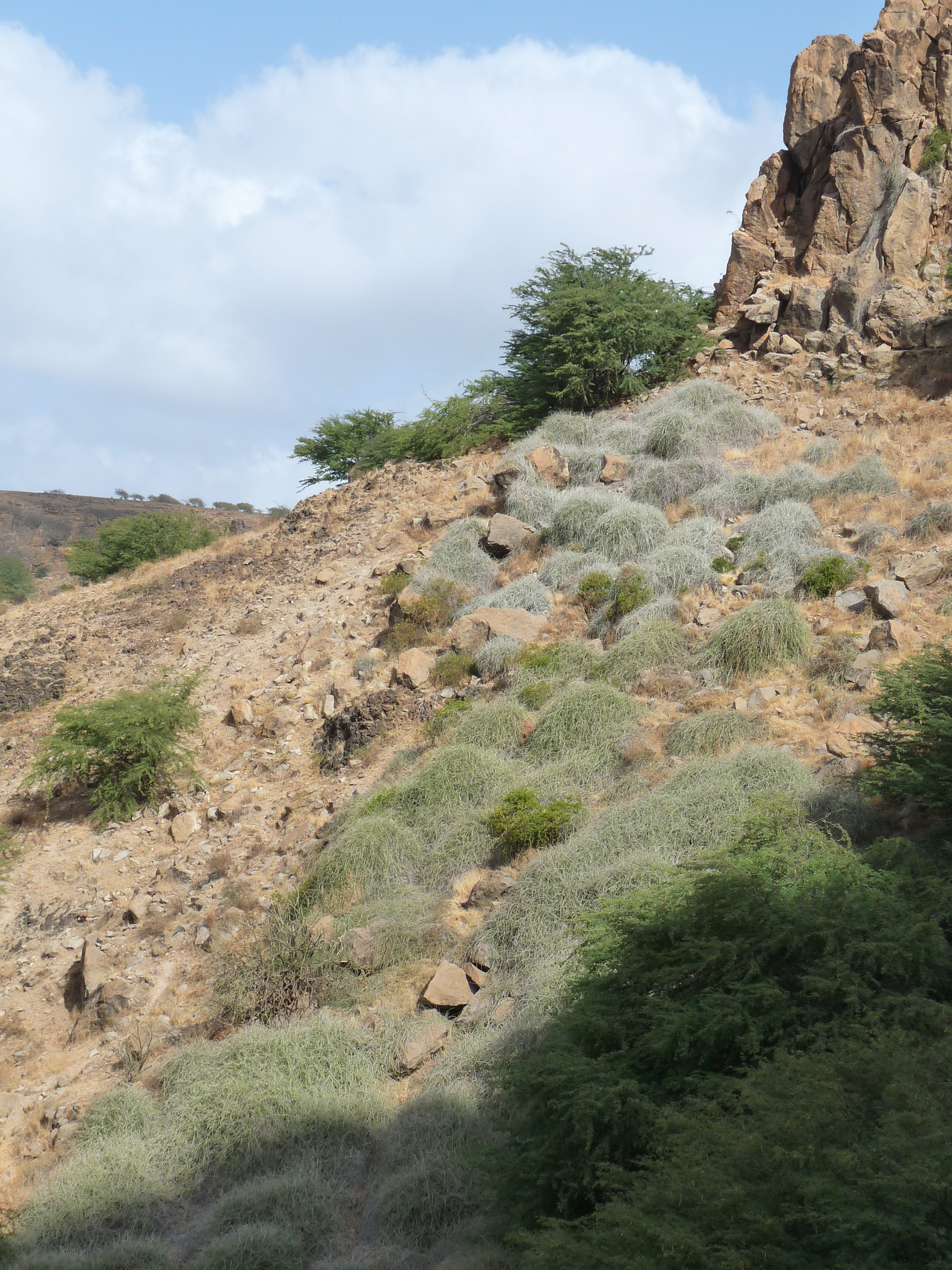
Sarcostemma daltonii, una planta endèmica de Cap Verd

El parc natural manté el 2,4 % de les plantes endèmiques del país, principalment Campylanthus glaber ssp. glaber (alecrim brabo), Euphorbia tuckeyana, Kickxia webbiana (agrião de rocha), Kickxia dichondrifolia, Nauplius daltonii ssp. daltonii, Paronychia illecebroides (palha de formica), Sarcostemma daltonii (gestiba) and Siderxylon marginata (marmolano o marmulano)
Altres plantes del parc són Jatropha curcas i Prosopis juliflora (American acacia) trobades almenys a 200 m d'altitud.

## Turisme

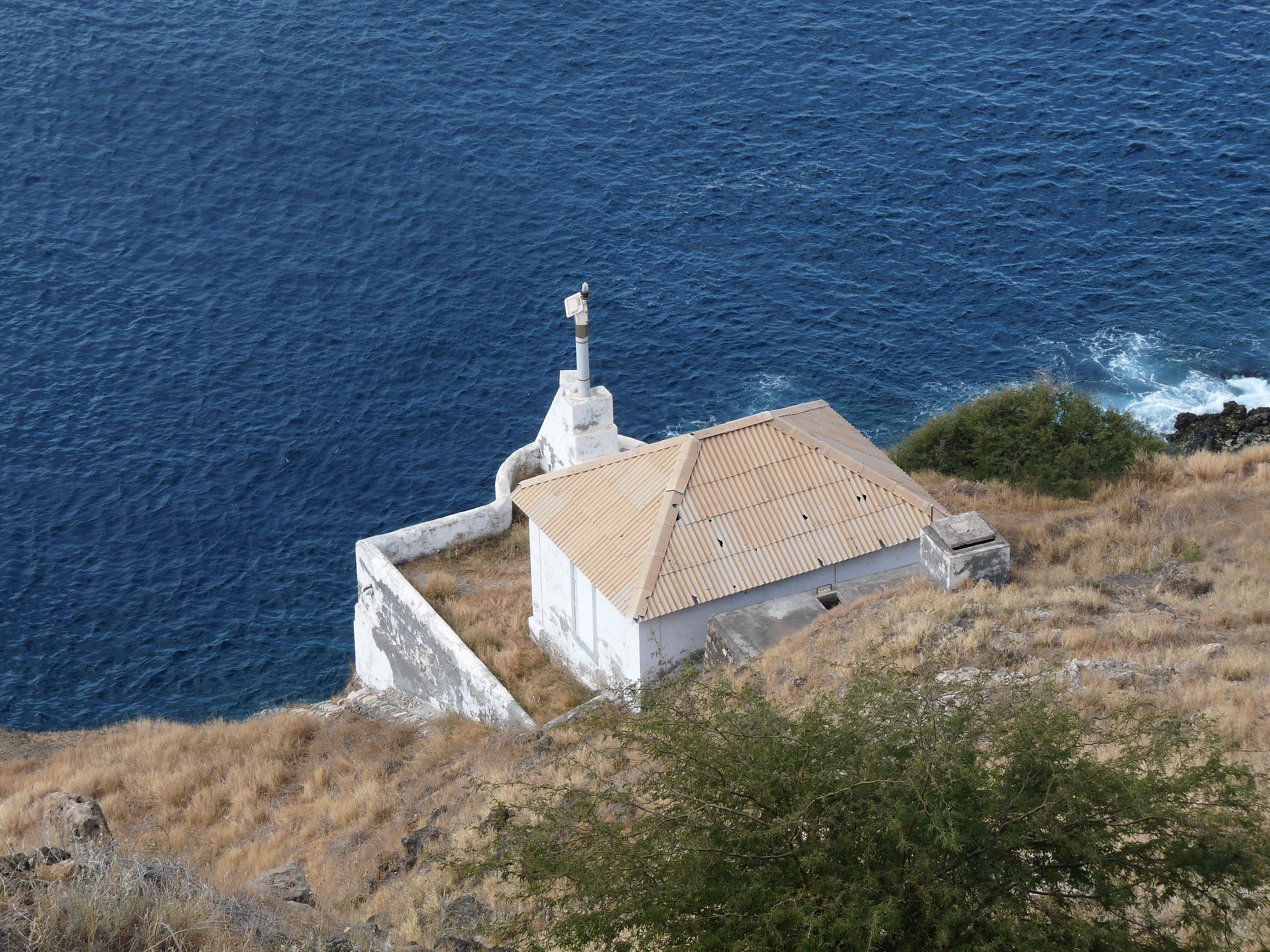
Farol da Ponta Preta a la part més baixa de la muntanya

Altres fites són el Farol da Ponta Preta situat al límit nord-oest de l'illa a l'oest de la muntanya. El far fou reproduït en un segell capverdià en 2004.